# Józef Koszutski (konsyliarz)
Józef Koszutski herbu Leszczyc – konsyliarz województw wielkopolskich w konfederacji radomskiej w 1767 roku.